# Edgar Silva
Edgar de Freitas Gomes da Silva (ur. 25 września 1962 w Funchal) – portugalski polityk i teolog, były duchowny katolicki, działacz komunistyczny. Kandydat w wyborach prezydenckich w 2016.

## Życiorys
Absolwent teologii na Universidade Católica Portuguesa, w latach 1987–1992 był nauczycielem akademickim na tej uczelni. Pracował jako ksiądz, był równocześnie aktywnym działaczem społecznym. W drugiej połowie lat 80. założył organizację Movimento Apostolado das Crianças, działającą na rzecz dzieci. Ostatecznie jednak porzucił kapłaństwo.
Zasiadał w radzie dzielnicy i w zgromadzeniu miejskim Funchal. W 1996 przyjął propozycję Unitarnej Koalicji Demokratycznej i jako kandydat niezależny wystartował z powodzeniem z jej listy do Zgromadzenia Ustawodawczego Madery. Z powodzeniem ubiegał się o reelekcję w 2000, 2004, 2007, 2011, 2015 i 2019. W międzyczasie dołączył do Portugalskiej Partii Komunistycznej, wchodząc w skład jej komitetu centralnego.
W 2016 wystartowała w wyborach prezydenckich jako kandydat CDU. W głosowaniu z 24 stycznia 2016 zajął 5. miejsce wśród 10 kandydatów, otrzymując blisko 4% głosów.
Autor publikacji książkowych m.in. Instrangeiros na Madeira (2005), Madeira-Tempo Perdido (2007), Os bichos da corte da ogre usam máscaras de riso (2010).